# Aegyptobia nothus
Aegyptobia nothus är en spindeldjursart som beskrevs av Pritchard och Baker 1958. Aegyptobia nothus ingår i släktet Aegyptobia och familjen Tenuipalpidae. Inga underarter finns listade i Catalogue of Life.